# Спаркс-стрит

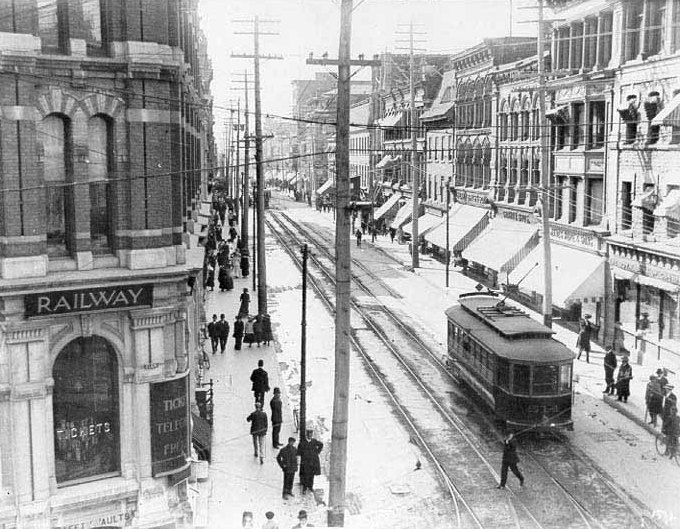
Спаркс-стрит в 1909 г.

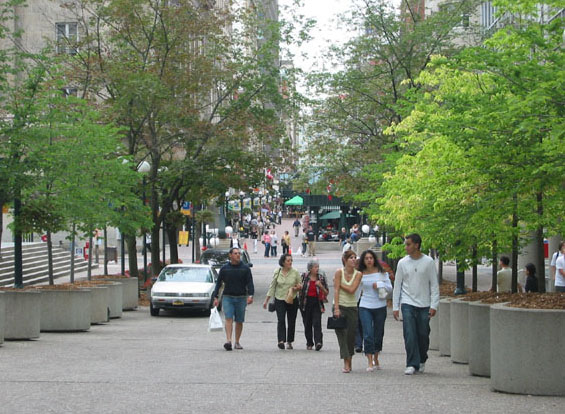
Спаркс-стрит на углу с Бэнк-стрит

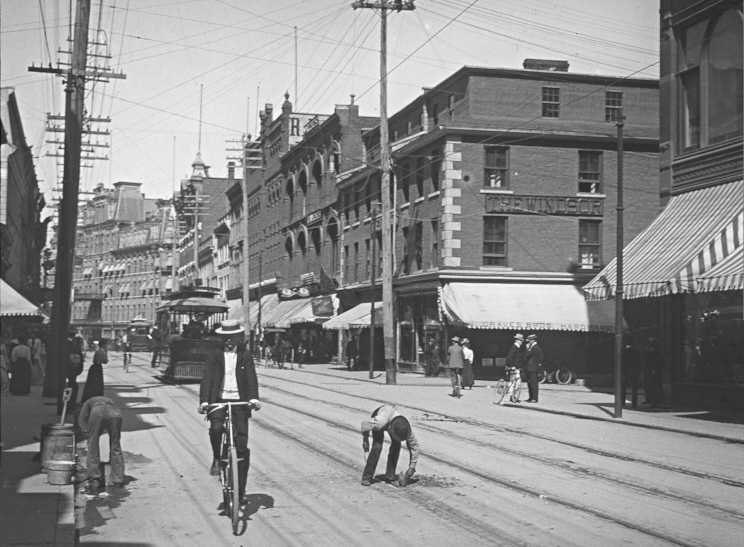
Спаркс-стрит в 1901 г.

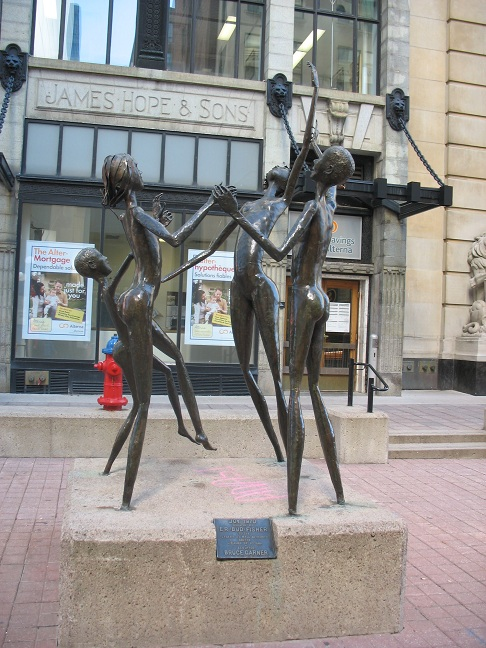
Скульптура «Радость» на углу с Элгин-стрит

Спаркс-стрит, англ. Sparks Street, фр. Rue Sparks — улица г. Оттава. Является городской достопримечательностью, так как здесь расположены крупнейшие торговые центры, Банк Канады и ряд крупных бизнес-центров. С 1966 г. автомобильное движение по большей части Спаркс-стрит запрещено (за исключением западных кварталов), и летом улица является местом многочисленных празднеств.

## Расположение
Спаркс-стрит проходит от Элгин-стрит на востоке до Бронсон-авеню на западе. Участок улицы, на котором расположено большое количество ресторанов под открытым небом, фонтанов и скульптур, носит название Sparks Street Mall (торговая площадь Спаркс-стрит): он тянется от перекрёстка с Элгин-стрит до перекрёстка с Бэнк-стрит. Пешеходная зона продолжается ещё два квартала далее на запад и заканчивается к западу от Лайон-стрит, превращаясь в обычную автомобильную дорогу.
Sparks Street Mall на Спаркс-стрит и большинство зданий на этой улице управляются Национальной столичной комиссией Канады.

## События
В конце июня ежегодно на Спаркс-стрит происходит Международный конкурс жареных цыплят и рёбрышек.
Кроме того, в августе, около Гражданского дня, на Спаркс-стрит происходит Оттавский международный фестиваль уличных музыкантов.

## Достопримечательности
На Спаркс-стрит расположены ряд достопримечательностей Оттавы. На углу с Элгин-стрит находится Национальный военный мемориал, а через дорогу — Национальный центр искусств. На углу с Бэнк-стрит находится главное здание Банка Канады, а в нём — Музей денег.
В восточной части улицы располагается ряд старинных зданий Оттавы, включая здание почтамта 1937 г., здание бывшей трамвайной компании 1926 г., первый небоскрёб Оттавы 1910 г., и здания филиалов ряда банков, сооружённые примерно в то же время.
Также на улице расположены современные небоскрёбы, ряд скульптур и церквей.